# سانحه هوایی رودخانه پوتوماک
در ۲۹ ژانویه ۲۰۲۵، یک هواپیمای مسافربری بمباردیه سی‌آرجی ۷۰۰/۹۰۰ با نام پرواز ۵۳۴۲ امریکن ایگل با یک بالگرد سیکورسکی یواچ-۶۰ بلک هاوک نیروی زمینی ایالات متحده در نزدیکی نهایی به فرودگاه ملی رونالد ریگان واشینگتن برخورد کرد. هر دو پس از برخورد هوایی در رود پوتوماک سقوط کردند که باعث مرگ تمامی سرنشینان دو پرواز شد. ۶۴ نفر (۶۰ مسافر و ۴ خدمه) در هواپیما و ۳ نفر در بالگرد حضور داشتند.

## زمینه
این سانحه اولین حادثه مرگبار برای امریکن ایرلاینز از زمان پرواز شماره ۵۸۷ در ۱۲ نوامبر ۲۰۰۱ در آمریکا است، و اولین سقوط هواپیمای تجاری بزرگ با چندین کشته در ایالات متحده پس از پرواز شماره ۳۴۰۷ کلگان ایر در ۱۲ فوریه ۲۰۰۹ بود.

## حادثه

### مسافران و خدمه بالگرد
این هواپیما حامل ۶۰ مسافر و ۴ خدمه و بالگرد حامل ۳ خدمه نظامی بود.
تعدادی از مسافران پرواز شماره ۵۳۴۲ ورزشکاران اسکیت نمایشی ایالات متحده، پرسنل و اعضای خانواده آنها بودند که از کمپ توسعه ملی که همزمان با مسابقات قهرمانی اسکیت نمایشی ایالات متحده در ویچیتا برگزار شده بود در حال بازگشت بودند. در بین مسافران قهرمانان سابق جفت اسکیت جهانی روسیه در سال ۱۹۹۴، مربیان این ورزش، اوگنیا شیشکوا و وادیم نائوموف نیز حضور داشتند بود.
کمتر از ۳۰ ثانیه قبل از برخورد، برج  کنترل‌کننده ترافیک هوایی از خدمه هلیکوپتر پرسید که آیا آنها پرواز شماره ۵۳۴۲ را در معرض دید دارند یا خیر. یکی از خدمه پاسخ داد که می‌توانند هواپیمای مسافربری را ببینند و درخواست «جدایی بصری» از هواپیما کرد. این مورد توسط کنترل‌کننده‌ها تأیید شد. چند ثانیه قبل از کنترلر ترافیک هوایی دستور داد بالگرد از پشت پرواز ۵۳۴۲ عبور کند
ساعت ۸:۴۸ شب منطقه زمانی شرقی، پرواز شماره ۵۳۴۲ با بالگرد نظامی بلک هاوک برخورد کرد، که بلافاصله منجر به انفجار هر دو شد و به وسط رود پوتوماک سقوط کردند. ویدئو این حادثه توسط یک وب کم در مرکز هنرهای نمایشی جان اف کندی ثبت شد. هواپیما پس از سقوط در رودخانه «به دو نیم تقسیم شد» همین‌طور هلیکوپتر با فاصله کمی از هواپیما و وارونه در رودخانه سقوط کرد.
خلبانی در یک هواپیمای غیر مربوط، به کنترل‌کننده ترافیک هوایی گزارش داد که شاهد سانحه بوده است و به کنترلر ترافیک هوایی اطلاع داده است که از سمت مخالف رود پوتوماک که آنها در حال رد شدن بوده، فلاش‌های نوری از این سانحه مشاهده کرده است.

## تحقیقات
هیئت ملی ایمنی ترابری (NTSB)، اداره هوانوردی فدرال (FAA), وزارت دفاع ایالات متحده آمریکا، و ارتش ایالات متحده این برخورد را بررسی خواهند کرد.

## اولین واکنش‌ها

### اداره هوانوردی
خطوط هوایی امریکن یک خط تلفن برای اعضای خانواده مسافران در پرواز شکاره ۵۳۴۲ راه اندازی کرد NTSB یک تیم تحقیقاتی را برای اعزام به محل حادثه آماده کرد. انجمن خدمه پرواز گزارش داد که دو نفر از اعضای این گروه در پرواز ۵۳۴۲ حضور داشته‌اند. رابرت ایسوم، مدیر عامل شرکت هواپیمایی امریکن ایرلاینز، بیانیه ویدئویی دربارهٔ این حادثه منتشر کرد.

### فدرال
دونالد ترامپ، رئیس‌جمهور ایالات متحده، که بلافاصله پس از وقوع آن در جریان این برخورد قرار گرفته بود، با انتشار بیانیه‌ای سقوط را یک «حادثه وحشتناک» خواند و از امدادگران اورژانس تشکر کرد و دربارهٔ قربانیان گفت: «خدا روحشان را شاد کند». ترامپ سپس در تروت سوشال گفت که «سقوط یک وضعیت بدی بود که به نظر می‌رسید باید از آن جلوگیری می‌شد.» معاون رئیس‌جمهور جی‌دی ونس درخواست «دعا» برای مسافران کرد. شان دافی، که روز گذشته به عنوان وزیر ترابری ایالات متحده آمریکا سوگند یاد کرده بود، گفت که او تحولات را از مقر FAA زیر نظر دارد. راجر مارشال و جری مورن سناتورهای کانزاس گفتند که در حال ارتباط با مقامات در مورد این سانحه بودند. دون بیر، مجلس نمایندگان ایالات متحده آمریکا در حوزه انتخابیه هشتم ویرجینیا ، جایی که فرودگاه در آن واقع شده است، گفت که با مقامات فرودگاه دربارهٔ سقوط در تماس بوده است.